# Indywidualne Mistrzostwa Europy w Long Tracku 1959
Indywidualne Mistrzostwa Europy na długim torze 1959 – zawody żużlowe, mające na celu wyłonienie medalistów indywidualnych mistrzostw Europy na długim torze w sezonie 1959. W finale zwyciężył, po raz drugi w karierze, Niemiec Josef Hofmeister.

## Terminarz
- 1. półfinał – Sztokholm, 7 maja 1959
- 2. półfinał – Scheeßel, 7 czerwca 1959
- 3. półfinał – Dingolfing, 28 czerwca 1959
- finał – Helsinki, 20 sierpnia 1959

## Finał
- Helsinki, 20 sierpnia 1959

| Msc. | Zawodnik              | Kraj      | Pkt |  |  |
| ---- | --------------------- | --------- | --- |  |  |
| 1    | Josef Hofmeister      | RFN       | 19  |  |  |
| 2    | Antti Pajari          | Finlandia | 18  |  |  |
| 3    | Olle Nygren           | Szwecja   | 18  |  |  |
| 4    | Kauko Jousanen        | Finlandia | 24  |  |  |
| 5    | Josef Seidl           | RFN       | 24  |  |  |
| 6    | Rune Sörmander        | Szwecja   | 19  |  |  |
| 7    | Erling Simonsen       | Dania     | 14  |  |  |
| 8    | Alfred Aberl          | RFN       | 6   |  |  |
| 9    | Aulis Tuominen        | Finlandia | 14  |  |  |
| 10   | Leo Frantila          | Finlandia | 12  |  |  |
| 11   | Olavi Turunen         | Finlandia | 10  |  |  |
| 12   | Kalevi Lahtinen       | Finlandia | 9   |  |  |
| 13   | Heikki Sorri          | Finlandia | 8   |  |  |
| 14   | Valter Persson        | Szwecja   | 8   |  |  |
| 15   | Josef Chalupa         | Austria   | 7   |  |  |
| 16   | Manfred Poschenrieder | RFN       | 3   |  |  |
| 17   | Esko Koponen          | Finlandia | 7   |  |  |
| 18   | Walter Gernert        | RFN       | 3   |  |  |